# Chiesa di San Clemente I Papa e Martire
La chiesa di San Clemente I Papa e Martire è la parrocchiale a Corlo, frazione di Ferrara. Risale al XV secolo.

## Storia
La prima citazione documentale che riguarda la chiesa dedicata a San Clemente nella frazione di Corlo è del XIV secolo e Marcantonio Guarini la descrive nel suo Compendio historico dell'origini, accrescimento e prerogative delle chiese e luoghi pii della città, e diocesi di Ferrara.
Subito dopo la metà del XIX secolo, dopo un lungo periodo nel quale l'edificio era stato lasciato in stato di abbandono e degrado, si decise per la sua ricostruzione. La nuova chiesa venne fatta risorgere sullo stesso sito della precedente anche se con un diverso orientamento, verso sud. La nuova torre campanaria venne fatta innalzare dalla canonica.
Nei primi anni del XXI secolo è stata sottoposta a un importante restauro conservativo per consolidarne la struttura muraria e le coperture della navata.

## Descrizione
La chiesa è caratterizzata dalla singolarità del campanile che si alza dalla canonica.
Al suo interno conserva alcune opere artistiche importanti, come una tela del XVIII secolo che raffigura Clemente I in ginocchio di fronte alla Madonna e due altre opere, sempre di autori ignoti, la Madonna col Bambino e Santa Teresa d'Avila.